# Stuart Tinney

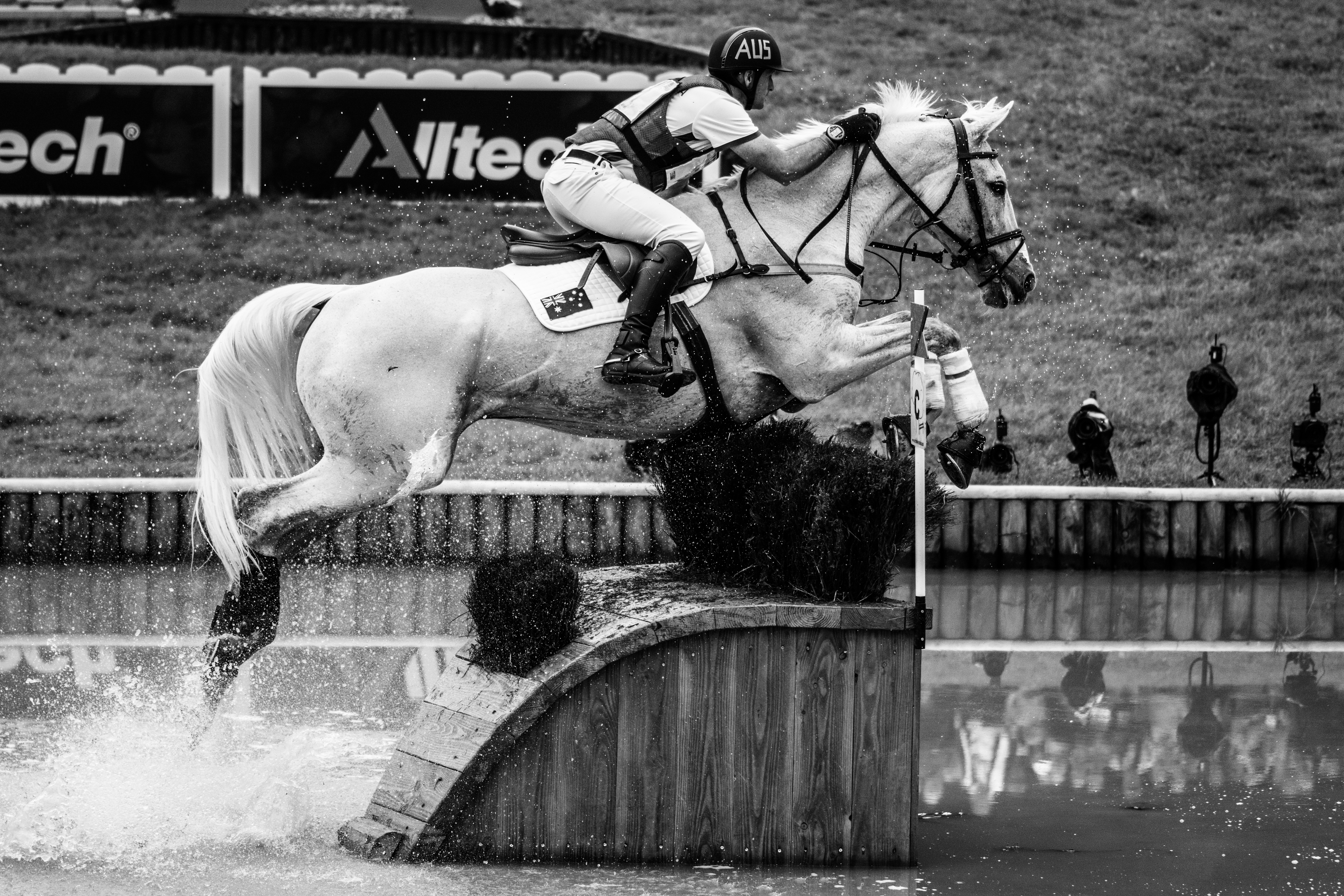
Stuart Tinney und Pluto Mio bei den Weltreiterspielen 2014

Stuart Tinney, OAM, (* 7. Dezember 1964 in Mundubbera, Queensland) ist ein australischer Vielseitigkeitsreiter und Pferdezüchter.
Im Alter von acht Jahren begann Tinney erstmals zu reiten, als er in der Gegend um Gladstone in Zentral-Queensland in seiner Freizeit als Viehtreiber tätig war. Ab 1986 nahm er an nationalen Vielseitigkeitswettbewerben teil, ab 1990 an internationalen Veranstaltungen. Tinney erreichte zahlreiche Platzierungen unter den besten Zehn und etablierte sich allmählich an der Weltspitze.
Seinen bisher größten Erfolg feierte er bei den Olympischen Sommerspielen 2000 in Sydney, als er die Goldmedaille in der Teamwertung gewann (mit dem Pferd Jeepster). Vier Jahre später erreichte das australische Team den sechsten Platz. Tinneys bestes Ergebnis an Weltreiterspielen ist ein vierter Platz 2002 in Jerez de la Frontera. Bei Wettbewerben der höchsten Kategorie (CCI****) erreichte er nach zwei zweiten Plätzen beim Australian International Three Day Event (2003 und 2006) den Sieg bei dieser wichtigsten Vielseitigkeitsprüfung Australiens im Jahr 2009. Auch im Jahr 2011 gewann er die Prüfung, dieses Mal mit Panamera.
Mit Vettori war er Teil der australischen Mannschaft bei den Weltreiterspielen 2010, vier Jahre später war er als Einzelreiter bei den Weltreiterspielen am Start. Zwölf Jahre nach seinen letzten Olympischen Spielen wurde er mit Pluto Mio für die Spiele in Rio de Janeiro nominiert, wo er mit der Mannschaft die Bronzemedaille errang.
Tinney lebt mit seiner Ehefrau und zwei Töchtern in Maraylya, rund 40 km nordwestlich von Sydney, wo er einen Pferdezuchtbetrieb besitzt. Im Jahr 2005 schrieb er ein Buch über Geländereiten mit dem Titel „Making the Time: An Expert Guide to Cross Country Riding“ (ISBN 1-40510-292-6).

## Erfolge
- Olympische Spiele:
  - 2000, Sydney: mit Jeepster 1. Platz mit der Mannschaft
  - 2004, Athen: mit Jeepster 6. Platz mit der Mannschaft und 38. Platz in der Einzelwertung
  - 2016, Rio de Janeiro: mit Pluto Mio 3. Platz mit der Mannschaft und 22. Platz in der Einzelwertung

- Weltreiterspiele:
  - 1998, Rom: mit Jeepster 9. Platz in der Einzelwertung
  - 2002, Jerez de la Frontera: mit Ava 4. Platz mit der Mannschaft und 16. Platz in der Einzelwertung
  - 2010, Lexington KY: mit Vettori 14. Platz mit der Mannschaft und 8. Platz in der Einzelwertung
  - 2010, Haras du Pin/Caen: mit Pluto Mio 11. Platz in der Einzelwertung[1]